# Fricativa lateral velar sorda
La fricativa lateral velar sorda es un sonido consonántico muy raro. Como un elemento de una africada, se encuentra por ejemplo en zulú y xhosa. Sin embargo, una fricativa sencilla sólo ha sido encontrada en algunas lenguas en el Cáucaso y Nueva Guinea.
El archi, una lengua caucásica del Noreste del Daguestán, tiene cuatro fricativas laterales velares sordas: planas [𝼄], labializadas [𝼄ʷ], fuertes [𝼄ː], y labializadas fuertes [𝼄ːʷ]. Aunque claramente fricativas, son más adelantadas que las velares en la mayoría de los idiomas, y podrían ser llamadas prevelares. El archi también tiene una fricativa sonora.
En Nueva Guinea, algunas de las lenguas chimbu-wahgi como Melpa, Wahgi Medio y Nii, tienen una fricativa lateral velar sorda, que escriben con una ele doblemente barrada (Ⱡ, ⱡ). Este sonido también aparece en posición de coda de la sílaba como un alófono de la fricativa lateral velar sonora en Kuman.
Las extensiones del Alfabeto Fonético Internacional tienen el símbolo ⟨𝼄⟩ para estos sonidos. 
- Datos: Q2323430